# Mike Maihack
Mike Maihack   (7 d'octubre de 1992) és un comicaire estatunidenc, primer autor de Marvel Comics traduït al català:
llicenciat per l'Escola d'Art i Disseny de Columbus, és l'autor del webcòmic Cow & Buffalo i ha il·lustrat els jocs de cartes Goblins Drool, Fairies Rule!, a més dels llibres Parable, Jim Henson's The Storyteller, Geeks, Girls, and Secret Identities, Cleopatra in Space i Comic Book Tattoo, guanyadora dels premis Eisner i Harvey.

## Obra
| A.   | sèrie                          | volum                            | editorial | ISBN               | punt. |
| ---- | ------------------------------ | -------------------------------- | --------- | ------------------ | ----- |
| 2025 | A Mighty Marvel Team-Up        | Spider-Man: Caos còsmic!         | Panini    | ISBN 9788410519183 |       |
| 2024 | A Mighty Marvel Team-Up        | Spider-Man: Aventura quàntica!   | Panini    | ISBN 9788411509954 |       |
| 2023 | A Mighty Marvel Team-Up        | Spider-Man: Animals, reuniu-vos! | Panini    | ISBN 9788411506700 |       |
| 2024 | A Mighty Marvel Team-Up        | Spider-Man: Cosmic Chaos!        | Abrams    | ISBN 9781419770517 | 4,26  |
| 2024 | A Mighty Marvel Team-Up        | Spider-Man: Quantum Quest!       | Abrams    | ISBN 9798887071299 | 4,23  |
| 2023 | A Mighty Marvel Team-Up        | Spider-Man: Animals Assemble!    | Abrams    | ISBN 9781419764806 | 4,38  |
| 2025 | A Mighty Marvel Team-Up        | Spider-Man: ¡Caos cósmico!       | Panini    | ISBN 9788410517714 |       |
| 2024 | A Mighty Marvel Team-Up        | Spider-Man: ¡Aventura cuántica!  | Panini    | ISBN 9788411509947 |       |
| 2023 | A Mighty Marvel Team-Up        | Spider-Man: ¡Animales, reuníos!  | Panini    | ISBN 9788411505352 | 7/10  |
| 2021 | Cleopatra en el espacio        | La profecía de las estrellas     | Molino    | ISBN 9788427222823 |       |
| 2021 | Cleopatra en el espacio        | El ladrón y la espada            | Molino    | ISBN 9788427222830 |       |
| 2014 | Cleopatra in Space (Q85845663) | Target Practice                  | Graphix   | ISBN 9780545528436 |       |
| 2015 | Cleopatra in Space (Q85845663) | The Thief and the Sword          | Graphix   | ISBN 9780545528450 |       |
| 2016 | Cleopatra in Space (Q85845663) | Secret of the Time Tablets       | Graphix   | ISBN 9780545838672 |       |
| 2017 | Cleopatra in Space (Q85845663) | The Golden Lion                  | Graphix   | ISBN 9780545838726 |       |
| 2019 | Cleopatra in Space (Q85845663) | Fallen Empires                   | Graphix   | ISBN 9781338204124 |       |
| 2020 | Cleopatra in Space (Q85845663) | Queen of the Nile                | Graphix   | ISBN 9781338204155 |       |

Maihack obtingué notorietat en Internet amb la publicació de fan art de Supergirl i Batgirl.
Artiste prolífic, la seua jornada típica comença després de dur els fills a escola: dibuixa un mínim de huit hores seguides en una tauleta gràfica Cintiq, amb una pausa d'un quart d'hora per a dinar de plantó; si un dia no assolix la quota de pàgines diària, encara fa un parell d'hores abans de sopar i vore una sèrie amb la muller, però sempre para de treballar a dos quarts per a les deu.

### Cleopatra in Space
Durant la dècada del 2000, Maihack feia part d'un grup de dibuixants en Internet anomenat Drawer Geeks: el moderador, Greg Harden, proponia un tema setmanal i els membres l'il·lustraven. Una vegada que el tema era Cleòpatra, Maihack la dibuixà vestida d'astronauta amb el rètol «CLEOPATRA IN SPAAAACE!» i, com seguia dibuixant-la, decidí desenrotllar la idea en un còmic de vint pàgines per a vendre'l en les fires del còmic.
El 2010 començà a publicar-ho com a webcòmic i,
dos anys després, mentre treballava de dissenyador gràfic i ja havia penjat en línia entre quaranta i cinquanta pàgines a un ritme d'una setmanal, un representant de l'editorial Scholastic li oferí publicar-ho en paper. Al remet se'n publicaren sis àlbums.
En el primer volum, Target Practice,
«Cleo» és una adolescent homenenca «més interessada en els tiradors que en el deure reial»
que viatja al futur, on és tutel·lada pel gat parlant Khensu i entra a formar part de l'organització P.Y.R.A.M.I.D. —i, com a estudiant, de la Yasiro Academy— per a salvar la galàxia del Nil de l'amenaça de Xaius Octavian.
De les tres parts del còmic, les dos primeres són una mena d'introducció a l'argument, i només en l'última té lloc l'acció: una crítica anònima declara que «els dibuixos conservadors de Maihack són un poc una oportunitat perduda, considerant el potencial visual del concepte d'"Egipte espacial"».
Un crític de la CNN afegí la sèrie a una llista de les millors novel·les gràfiques juvenils junt amb The Witch Boy, Wings of Fire, Sisters, Primer i The Baby-Sitters Club,
però un altre crític independent descriu la lectura com a «irritant» i desgrana l'anacronisme de l'edat de "Cleo" en l'argument i altres aspectes que no coincidixen amb els del personatge històric.
1. ↑  Pharaoh Yasiro's Research And Military Initiative of Defense, «Iniciativa Militar d'Investigació de Defensa del Faraó Yasiro»

En el tercer àlbum, Secret of the Time Tablets, Cleo i els seus companys viatgen a la ciutat d'Hykosis per obtindre informació sobre les tauletes del temps, responsables del seu viatge al futur.
El quart llibre, The Golden Lion, publicat en cartoné i rústica, Cleo va al planeta nevat Cada'duun a la recerca del «Lleó Daurat», una estrela molt poderosa, buscada també per un nou enemic: això resumix les primeres cinquanta-set pàgines de més dos-centes, en les quals l'argument i els personatges prenen girs inesperats i sorprenents, amb un final apoteòsic en les sis últimes. Dan Conner i Kate Carleton són els coloristes d'est àlbum.
Quan DreamWorks mamprengué la producció de la sèrie, Maihack es trobava a la mitat dels sis àlbums planejats.

### A Mighty Marvel Team-Up: Spider-man
En juny de 2023, Abrams Books li publicà Spider-Man: Animals Assemble! (A Mighty Marvel Team-Up), el primer treball de Maihack amb el personatge d'Spider-Man —i altres superherois de l'univers Marvel—, adreçada també al públic infantil.
A les acaballes del mateix mes, Panini Cómics anuncià que publicaria A Mighty Marvel Team-Up. Spider-Man: Animals assemble!,
la primera llicència de Marvel traduïda al català d'ençà que el 2005 obtinguera els drets d'explotació per a Espanya.
Amb una història original i dibuixos senzills,
en Animals, reuniu-vos! l'«home-aranya» rep l'encàrrec de cuidar els animals de companyia dels Venjadors mentre contraresten una amenaça a la ciutat de Nova York:
| «                                         | Maihack, especialitzat en superherois pròxims i amistosos, dibuixa un Spider-Man encantador de cap de piruleta i ullots expressius amb els què aconseguix efecte emotiu, absent d'altres trets facials en la màsquera. La naturalea de la història també ens permet vore les versions de Maihack d'una bona mostra de la població superheroica de l'Univers Marvel, primerament quan s'adrecen a Spiderman un per un i, en acabant, en una bonica doble pàgina plena d'acció quan entren tots junts en escena. | » |
| — J. Caleb Mozzocco, Good Comics for Kids | |   |

| «                         | Mola molt llegir-lo amb els menuts de la casa i ja estem impacients per disfrutar dels números següents de la col·lecció de còmics Marvel també en la llengua de Pompeu Fabra. | » |
| — Jordian Fo, Mondosonoro | |   |

Al gener de 2024 eixí un segon volum, Quantum Quest!, en el qual els Quatre Fantàstics i Namor requerixen l'ajuda d'Spider-man per a recuperar la ciutat d'Atlantis, una busca que el portarà al «reialme quàntic»:
com a curiositat, el personatge de She-Hulk hi apareix per a donar instruccions sobre el sentit de la lectura canviant durant l'aventura pel «reialme quàntic».
El tercer de la col·lecció, Cosmic Chaos!, es publicà el 9 de juliol del mateix any: seguint la història, Spider-man vol fer arribar a l'Herald Argentat la seua taula de surf, però es veu involucrat en el misteri d'uns talismans junt als Guardians de la Galàxia.
Per raons desconegudes, a les acaballes d'any Panini España n'anuncià la publicació en castellà, però no en català: després d'un missatge en X.com en el qual confirmaven que no n'hi hauria edició catalana, el mateix dia se'n desdigueren i confirmaren que sí que n'hi hauria, però que no eixiria junt amb l'espanyola.
Finalment, Caos còsmic! es publicarà el 29 de maig d'enguany.